# Aristea oligocephala
Aristea oligocephala är en irisväxtart som beskrevs av John Gilbert Baker. Aristea oligocephala ingår i släktet Aristea och familjen irisväxter. Inga underarter finns listade i Catalogue of Life.